# 椿木鎮
椿木鎮（椿木鄉、椿木公社），是中華人民共和國四川省鄰水縣下辖的一个乡镇级行政单位。

## 沿革
- 1981年12月，為在一個地區內公社不重名。達縣地區行署將同樂人民公社管委會改為椿木人民公社管委會。1984年1月，根據中共中央體制改革要求，縣委又決定撤銷椿木人民公社管委會，建立椿木鄉人民政府[2]。
- 2019年12月11日，撤銷椿木鄉，設立椿木鎮，以原椿木鄉所屬行政區域為椿木鎮的行政區域，椿木鎮人民政府駐黃金𡎚路6號[3]。

## 行政区划
椿木乡下辖以下地区：
桐子灣村、黃金𡎚村、新廟村、新桂村、田家村、椿木坪村。

## 经济
乡镇企业有农机、小水电站、采煤、酿酒等行业。农业主产水稻、玉米、小麦、油菜子。养殖业有生猪、耕牛、家禽、山羊。经济作物有柑橘、苎麻、烟叶。黄金梨是有名的水果。